# Tucuruvi
Tucuruvi est un district situé dans la zone nord de la municipalité de São Paulo, au Brésil. Il est administré par la Sous-préfecture de Santana/Tucuruvi. Le district est desservi par la ligne 1-Bleue du métro de São Paulo avec les stations Parada Inglesa et Tucuruvi. Le quartier noble de Jardim França se distingue dans le quartier.

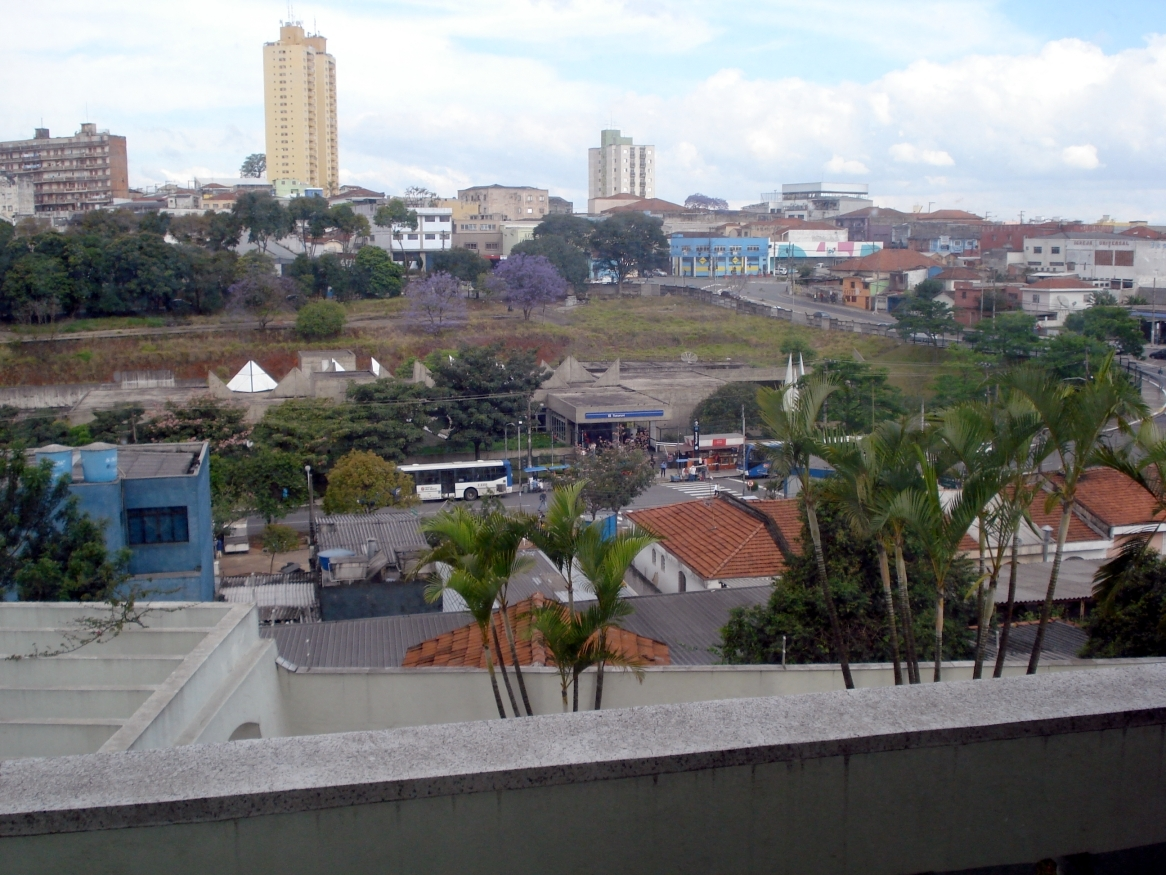
Station Tucuruvi et quartier de Tucuruvi

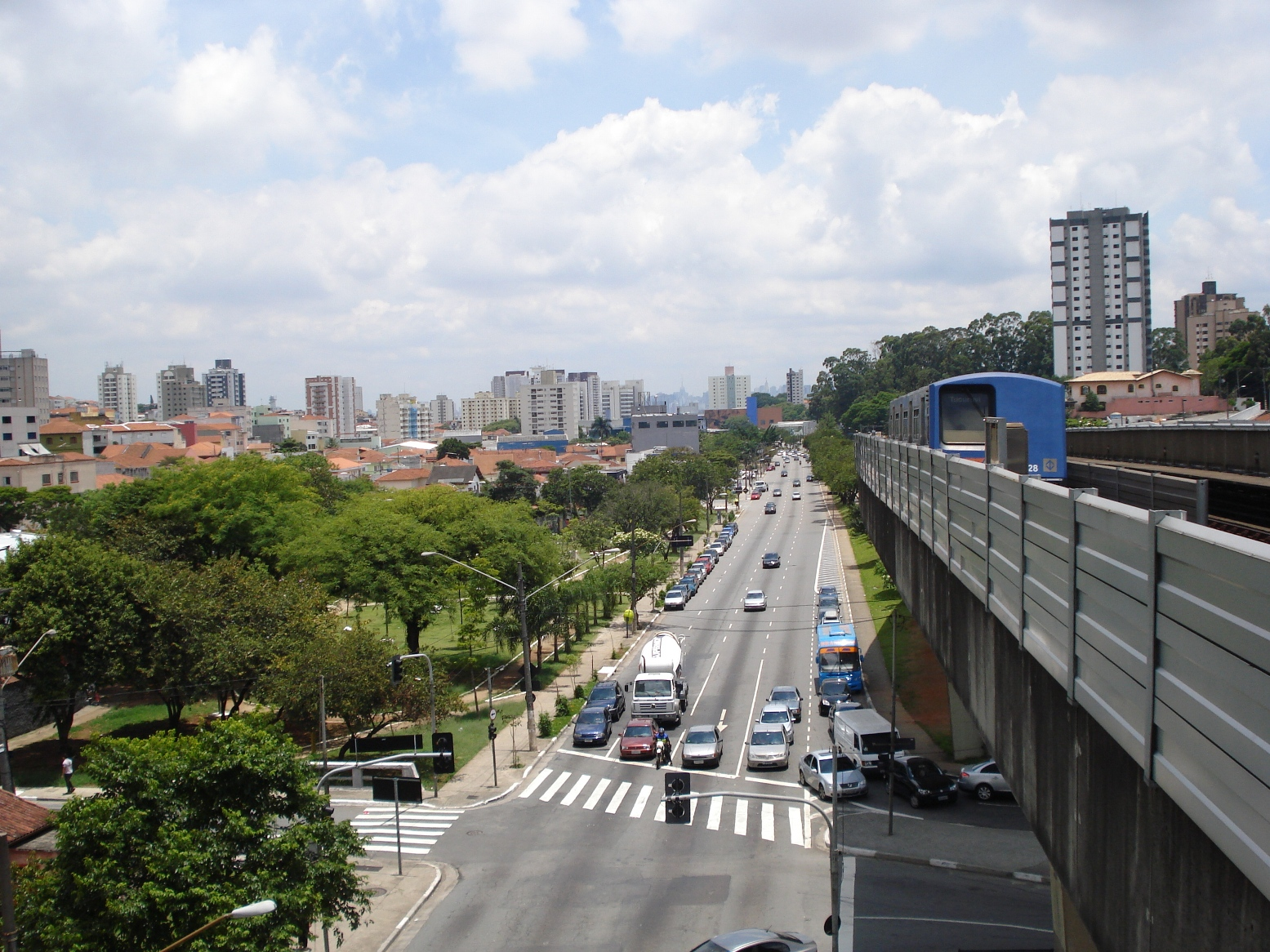
Vue sur le quartier Tucuruvi. Au fond et à gauche, le quartier de Vila Guilherme et à droite, le quartier de Santana.

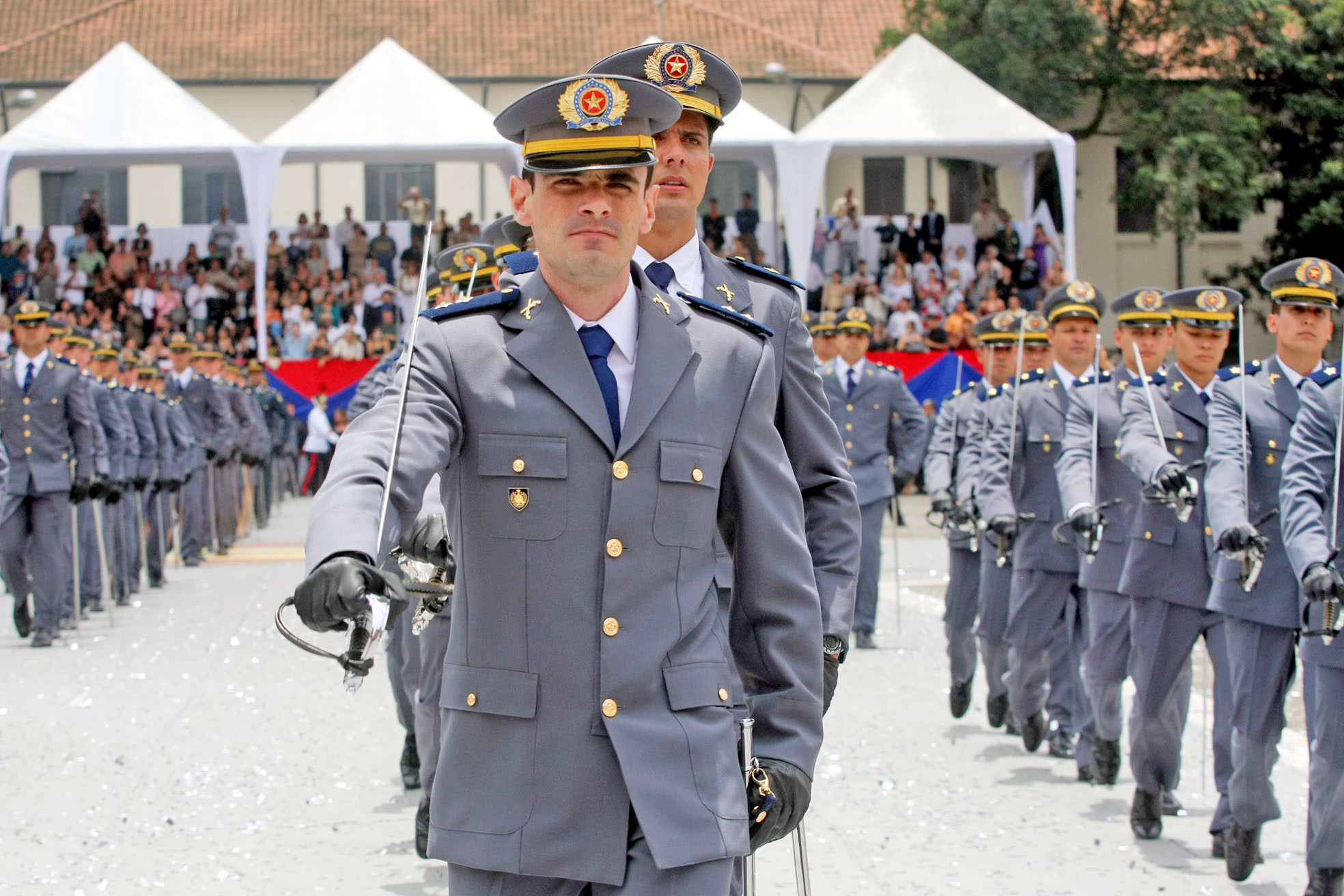
Académie de police militaire de Barro Branco

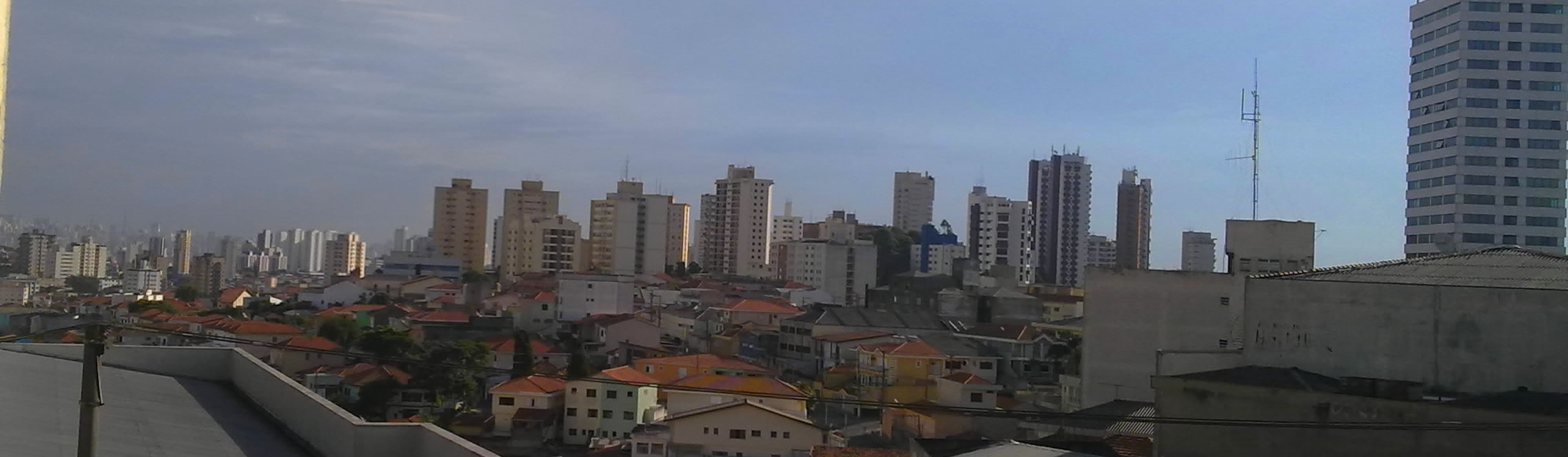
Photographie panoramique du district

Quartiers du quartier Tucuruvi: Vila Dom Pedro II, Parada Inglesa, Jardim França, Vila Mazzei, Jardim Kerlakian, Jardim Barro Branco, Jardim Dona Leonor Mendes de Barros, Jardim Maria Antônia, Parque Rodrigues Alves, Tucuruvi, Vila Pedrosa, Vila Gustavo, Vila Nivi, Vila Constança, Vila Santa Terezinha, Parque Vitória et Vila Cachoeira.

## Étymologie
Le nom « Tucuruvi » vient de la langue tupi et signifie « sauterelle verte », par l'adjonction des termes tukura (sauterelle) et oby (verte). La sauterelle est la mascotte de l'école de samba Acadêmicos do Tucuruvi, située dans le district.

## Histoire

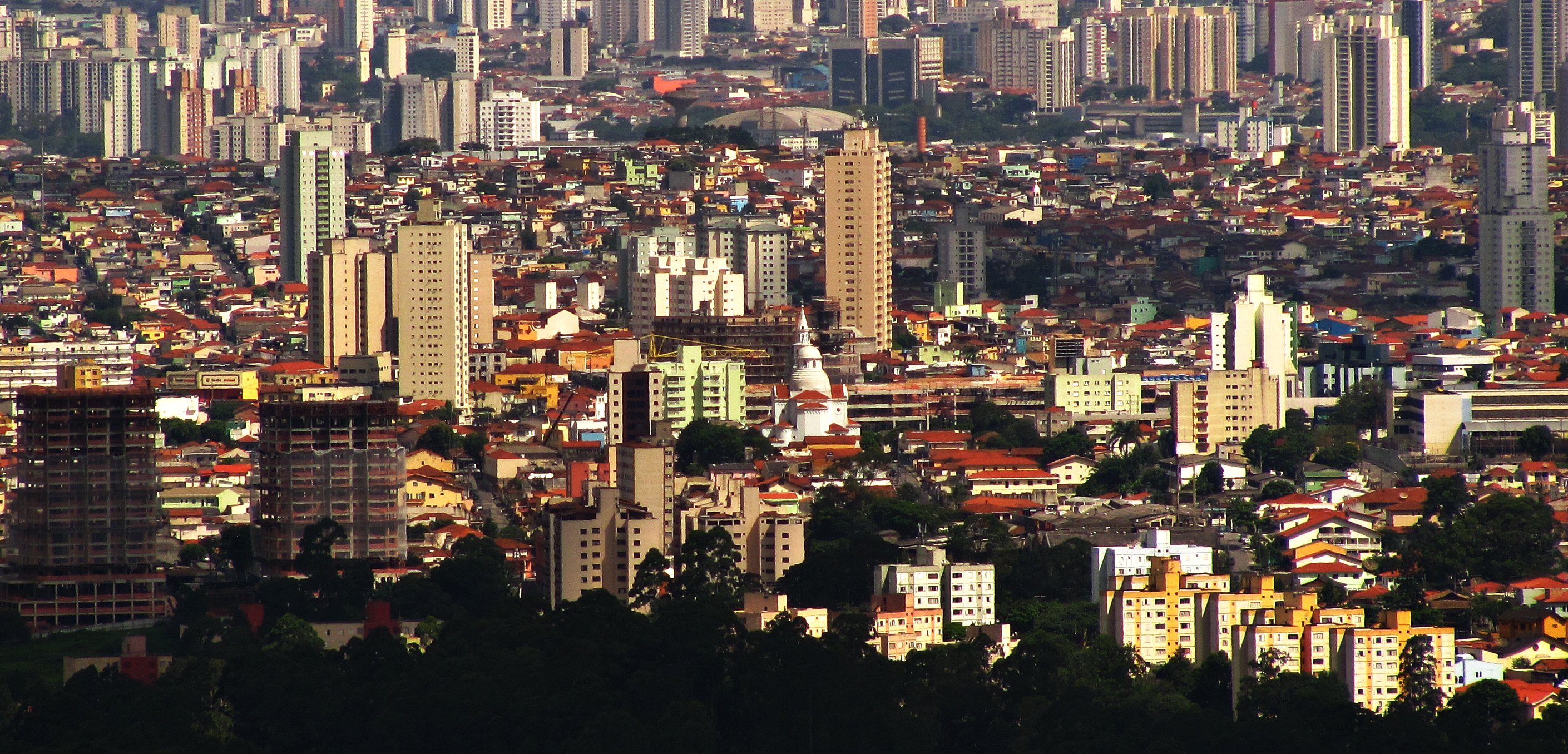
Vue de Tucuruvi à travers la Serra da Cantareira

La première apparition de la dénomination Tucuruvi est officiellement enregistrée dans un acte d'achat et de vente d'un domaine daté de 1856. Le nom Tucuruvi a ses origines en tupi-guarani et signifie "sauterelle verte", car le quartier était à l'origine formé par les pâturages du bétail dans les fermes de la région, un habitat idéal pour ce type d'insecte.
Au début du XXe siècle, seul le paysage verdoyant des sites et des fermes qui existaient à l'époque prédominait, dont les plus connus étaient Lavrinhas, Pedregulho et Tapera Grande.
Le premier noyau de la colonie date du 24 octobre 1903, lorsque l'anglais Willian Harding a acquis une ferme appelée Itaguaravi, dans l'actuelle Parada Inglesa et, en 1912, il a fondé la Villa Harding, où il a construit son imposante maison, qui a également servi de son bureau., qui a été rebaptisé Palacete Anglo-Parque. Il était situé au sommet de la colline sur l'ancienne avenida Pires do Rio, qui offrait aux visiteurs un magnifique panorama sur la ville de São Paulo. La Villa Harding a été démolie à la fin des années 1970, et après presque sept ans à sa place a été construit la praça Arquiteto Flávio Império, qui a eu une courte durée de vie, et a cédé la place au bâtiment qui abrite aujourd'hui le siège de la mairie régionale de Santana/Tucuruvi.
En peu de temps, le quartier s'est transformé en une zone typiquement urbaine, avec la construction de maisons populaires et de quelques bâtiments commerciaux concentrés à proximité de la gare du quartier, appartenant au Tramway de Cantareira, qui a été construit et inauguré en 1913, qui a contribué au développement et à la croissance du quartier. Le 16 août 1914, Claudino Ignácio Joaquim vend la ferme de Lavrinhas à M. Henrique Mazzei, qui divise les 500 000 mètres carrés en lots et les vend par petits versements. Avec l'arrivée de nouveaux résidents, qui ont choisi de s'installer dans la région, d'autres sites et fermes ont été divisés en lots et vendus.
Sur un terrain donné par les Mazzei, en 1918, la construction de l'église Menino Jesus a commencé, sur l'actuelle Avenida Mazzei. Le district a longtemps conservé son aspect rural. Le Tramway de Cantareira reliait le Centre à la Serra da Cantareira, développant le district autour de ses gares. Ce train était l'un des seuls moyens de transport pour les habitants du quartier jusqu'aux années 1960.
Dans les années 1920 et 1930, peu à peu, les propriétés rurales ont été vendues pour faire place au nouveau quartier et avec l'augmentation de la population qui en a résulté, Tucuruvi a perdu son caractère rural.
Le District de paix de Tucuruvi avait une superficie de 89 km², anciennement appelé Cantareira, et a été démembré du District de Santana par la loi 2104, du 29 décembre 1925, et installé dans le quartier de Tremembé son siège d'origine, le 23 mars 1926. Le district primitif de Cantareira est officiellement devenu le district de Tucuruvi.
Les monsieurs João Gualberto de Almeida Pires, Manuel Gomes, Manoel Tomé Novaes et le capitaine Ary Gomes l'ont jugé injuste compte tenu de sa situation plus centrale, de sa population, de son nom « Tucuruvi » et de sa subordination au quartier éloigné et presque incognito de Tremembé à l'époque, et ayant entrepris et effectué le transfert du siège du district et avec lui le changement de nom en sous-district de Tucuruvi, par décret nº 6618 du 21 août 1934, date à laquelle Tucuruvi est devenu un district de la zone nord de São Paulo, où, dans son propre bâtiment situé Avenida Tucuruvi, 47-A, ont été installés le Tribunal de Paix, de l'Etat Civil et du Bureau du Notaire.
Après 1934, le quartier de Tucuruvi continue de se développer et de grandir.
Tucuruvi a connu de grands changements ces dernières années. La réponse exceptionnelle au marché des Centres commerciaux installés à côté de la station de métro, exemple de succès avéré du Shopping Metrô Santa Cruz, a encouragé la construction du Shopping Metrô Tucuruvi, qui a ouvert ses portes en 2013. Le Shopping est ancré par les marques les plus renommées du marché. De plus, il a le concept d'une seule allée, ce qui facilite l'accès, la circulation et la visibilité à tous les magasins. Le projet est stratégiquement situé dans la zone nord, un point de convergence pour les personnes de différentes régions qui utilisent le terminal de bus urbain et interurbain et la station de métro comme moyen de transport quotidien, à travers lequel circulent environ 1,2 million d'utilisateurs par mois.

## Caractéristiques
Tucuruvi a l'un des meilleurs climats de la ville, en partie en raison de sa proximité avec la Serra da Cantareira. Situé à seulement six kilomètres du centre-ville de São Paulo et avec une population d'environ 96 mille habitants, répartis sur environ 9 km², le district de Tucuruvi est formé par les districts suivants : Vila Dom Pedro II ; Parada Inglesa, Jardim França, Vila Mazzei, Jardim Kerlakian, Jardim Barro Branco, Jardin Dona Leonor Mendes de Barros, Jardin Maria Antônia, Parque Rodrigues Alves, Tucuruvi, Vila Pedrosa, Vila Gustavo, Vila Nivi, Vila Constança, Parque Santa Terezinha, Parque Vitória et Vila Cachoeira.
La station terminus de la ligne 1 du métro de São Paulo, dans l'actuelle station Tucuruvi, occupe une place très proche de l'endroit où elle était auparavant occupée par la gare du Train de Cantareira, en face de la colline de Tucuruvi, site du Petit Palais de Harding et le premier noyau de logements du quartier. En plus de la station Tucuruvi, le quartier abrite la station Parada Inglesa. Le quartier abrite le siège de l'Académie de police militaire de Barro Branco, situé dans l'Hivernage de la police militaire.

## Districts limitrophes
- Tremembé (Nord)
- Jaçanã (Est)
- Vila Medeiros (Sud-Est)
- Santana (Sud-Ouest)
- Mandaqui (Ouest)
- Vila Guilherme (Sud)